# Luiz Eduardo de Sousa Neto

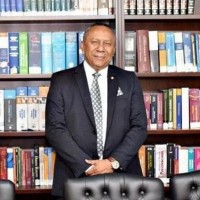
Luiz Eduardo de Sousa Neto

Luiz Eduardo de Sousa Neto é um magistrado brasileiro que atuou como juiz no tribunal de justiça da 1ª Vara de da Comarca de Araripina, Pernambuco.

## Formação Acadêmica
Graduou-se em direito pela Universidade Federal de Pernambuco (1989 - 1992).

## Carreira
Luiz Eduardo iniciou sua carreira na magistratura pernambucana, atuando como juiz nas comarcas de Araripina e Exu. 